# Złynka
Złynka (ros. Злы́нка) – miasto w obwodzie briańskim w Rosji, ośrodek administracyjny rejonu złynkowskiego.

## Geografia
Miasto położone jest na Nizinie Naddnieprzańskiej nad rzeką o tej samej nazwie, 208 km na zachód od Briańska. W pobliżu miasta przebiega granica białorusko-rosyjska.

## Historia
Miasto powstało w 1700 roku. Założycielami miejscowości byli uciekający przed prześladowaniami staroobrzędowcy. W połowie XVIII wieku zbudowana została prawosławna kaplica pod wezwaniem Podwyższenia Krzyża Pańskiego. XVIII wiek był okresem szybkiego rozwoju osady. Podczas gdy w 1723 roku liczyła ona jedynie 13 gospodarstw, to w 1781 było ich już 281. W 1770 roku Katarzyna II przekazała obejmujący miejscowość wołost pod władanie P.A. Rumiancewa. W 1862 roku w pobliżu Złynki powstaje fabryka zapałek. Pod koniec XIX wieku liczba domów przekroczyła tysiąc. Miejscowość stała się znaczącym ośrodkiem stolarskim i garbarskim.
W 1925 roku osada otrzymała prawa miejskie. Reaktywowana w latach międzywojennych fabryka zapałek Rewput' dawała wówczas zatrudnienie kilkuset osobom. Innym ważnym zakładem była Fabryka Mebli im. Czkałowa. Piętno na rozwoju miasta odcisnęła niemiecka okupacja w czasie II wojny światowej, gdy zniszczono m.in. wszystkie zakłady przemysłowe.
Podczas okupacji hitlerowskiej, we wrześniu 1941 roku Niemcy utworzyli getto dla żydowskich mieszkańców. Przebywało w nim około 230 osób. 15 lutego 1942 roku Niemcy zlikwidowali getto, a Żydów zamordowali w pobliskich rowach przeciwczołgowych. Sprawcami zbrodni było Sonderkommando 7b oraz lokalna rosyjska policja. 
Miasto pozostawało ośrodkiem administracyjnym rejonu do 1959 roku, gdy rejon złynkowski został zlikwidowany i włączony w skład rejonu nowozybkowskiego. W 1988 roku rejon złynkowski zostaje reaktywowany, a Złynka ponownie staje się jego ośrodkiem administracyjnym.
W wyniku katastrofy elektrowni jądrowej w Czarnobylu miasto znalazło się w pobliżu strefy wykluczenia z poziomem radiacji w granicach 15-40 Ci/km².

## Demografia
Liczba ludności miasta kształtowała się następująco:
- 1989 - 5586 mieszkańców (Spis Powszechny ZSRR z 1989 roku[4])
- 2002 - 5372 mieszkańców (Rosyjski spis powszechny 2002[5])
- 2010 - 5507 mieszkańców (Rosyjski spis powszechny 2010)[1]

Miasto znajduje się na wschodnich obrzeżach białoruskiego terytorium etnicznego, autochtoniczna ludność tego terenu posługuje się gwarą języka białoruskiego.

## Zabytki
- Zespół architektoniczny cerkwi pod wezwaniem Podwyższenia Krzyża Pańskiego oraz cerkwi św. Mikołaja (obie zbudowane w połowie XIX wieku)
- Domy jednorodzinne z przełomu XIX i XX wieku z bogatymi drewnianymi zdobieniami i mezzaninami (obecnie siedziby różnych instytucji: administracji rejonowej, nadleśnictwa, szkoły muzycznej, rejonowego zarządu rolnictwa)
- Drewniana cerkiew pod wezwaniem Opieki Matki Boskiej na ulicy Proletarskiej
- Pomnik Nikołaja Szczorsa